# Musique moldave
 (février 2025).
La musique moldave est jouée dans toute la Moldavie, tant roumaine qu'indépendante : elle partage bien des aspects musicaux avec la musique roumaine (dont elle fait partie, selon les musicologues et les ethnologues) et avec la musique ukrainienne, pays voisin dont de nombreux ressortissants vivent en Moldavie.
Elle présente des traits rythmiques et des ornementations mélodiques propres aux musiques balkaniques, tziganes et klezmer, qui ont intégré comme elle l'héritage des influences ottomane et orthodoxe.
Les Léoutars, film moldave d'Emil Loteanu (1971) popularise à l'étranger cette musique traditionnellement jouée par des lăutaris (troubadours), qui est toujours[Quand ?] à l'honneur en Moldavie, avec la reviviscence actuelle[Quand ?] d'un fonds musical plus authentique que le folklore pour fêtes et touristes pratiqué durant la seconde moitié du XXe siècle.

## Musique classique
C'est au XVe siècle que les premiers chants religieux sont transcrits par écrit dans les monastères moldaves. En 1653, la voïvode Vasile Lupu fonde une école de chant à Iași. Durant le XVIIe siècle, le pays subit l'influence de la musique ottomane et des orchestres meterhané (ou tubulhané) jouent à la Cour princière. Par ailleurs, le prince moldave Dimitrie Cantemir rédige le Livre de la science sur le style littéraire de la musique (en turc : Kitabu "Ilmi'l-Mûsikí ala Vechi'l-Hurûfât), considéré comme un monument de la musique turque, avec environ 350 œuvres musicales répertoriées, dont beaucoup n'ont survécu que dans ce recueil. À la fin du XVIIIe siècle, des compositeurs européens et russes recueillent quelques mélodies moldaves (Ossip Kozlovski, Bernhard Romberg et Mikhaïl Glinka). En 1834, A. Verstovsky et F. Rujitsky publient le Traité de mélodies moldaves folkloriques, et en 1854, C. Miculă publie Les Mélodies folkloriques moldaves.
Ce n'est qu'à partir du XIXe siècle que la musique notée fait son apparition grâce notamment à la création d'un conservatoire de musique en 1836. À la fin du siècle, les plus grands compositeurs russes séjournent en Moldavie, notamment Anton Rubinstein, Alexandre Scriabine et Sergueï Rachmaninov. Au XXe siècle, N. Vilinschi (la cantate Moldova en 1939), V. Cosencou (Moldovenescu poème en 1937) et L. Gurău (Doina en 1935 et la Symphonie no 1 en 1938) composent sur la base du folklore moldave. Après la guerre a commencé le développement soviétique de la musique avec Ştefan Neagu (Étienne le Grand de 1945, Bessarabien de 1947, Anniversaire de 1949 et Renaissance de la chanson de 1951). Eugen Coca crée des quatuors et des poèmes symphoniques (Codru de 1948, Chant de Hînceşti de 1950, Nouvelle Doina). Ils seront suivis par S. Lobel, V. Zagorsky, L. V. Polyakov, P. Rivilis, A. Luxemburg, N. Macovei et T. Chiriac. L'opéra n'est pas en reste avec les œuvres de David Hirschfeld et Eugen Doga.

## Musique folklorique

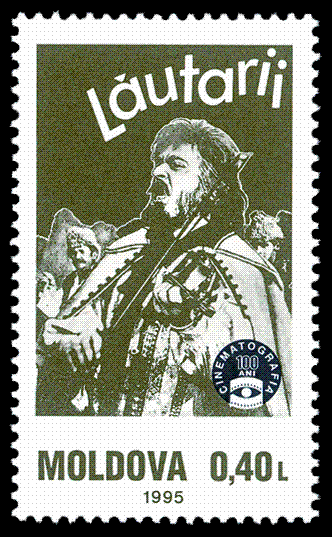
Timbre moldave de 1995 dédié aux Lăutaris

La musique traditionnelle remonte également au XVe siècle. Des structures modales diatoniques archaïques se retrouvent encore dans la miorița, une ancienne ballade qu'on retrouve en Roumanie, de même que le chant de Noël (colinde). Au XVIIe siècle, la Moldavie subit également l'influence de la musique grecque. C'est la communauté juive des klezmer qui devait en recueillir les fruits, en associant doinas et syrtos au sein de la danse terkisher notamment. Pour enrichir encore les choses, on rencontre aussi des lăutari roms itinérants.
L'on danse[style à revoir] (joc, hora) lors des rassemblements populaires et des mariages, avec diverses variantes (cumătria, bulgăreasca, olenadra, periniţa ou sîrba). La doina est une douce complainte caractéristique de la musique moldave et roumaine.
À partir de 1949, durant la domination soviétique en lutte idéologique contre la culture roumaine, un ensemble de danse et musique moldave a été mis sur pied, qui a, comme ses homologues des autres républiques soviétiques, à la fois participé à la survie de la musique locale, et en même temps l'a dénaturée en tant que fakelore, du fait de la volonté des Soviétiques de séparer les Moldaves des autres roumanophones en altérant les éléments communs entre les deux pays, et en russifiant les traditions locales. Les ensembles Mărţişor (« petit mars »), Codru (« forêt »), Ciobănaş (« petit berger »), Ciocîrlia (« alouette ») et ceux de Valentina Cojocaru, Sergiu Lunchevici, Constantin Moscovici, Nicolae Sulac, Tamara Cheban ont émergé dans ce contexte, puis, après l'indépendance du pays en 1991, ont retrouvé leur liberté culturelle et musicale… en perdant une grande partie de leurs subventions d'État et en devant apprendre à vendre leurs prestations dans l'économie de marché.

## Musique populaire

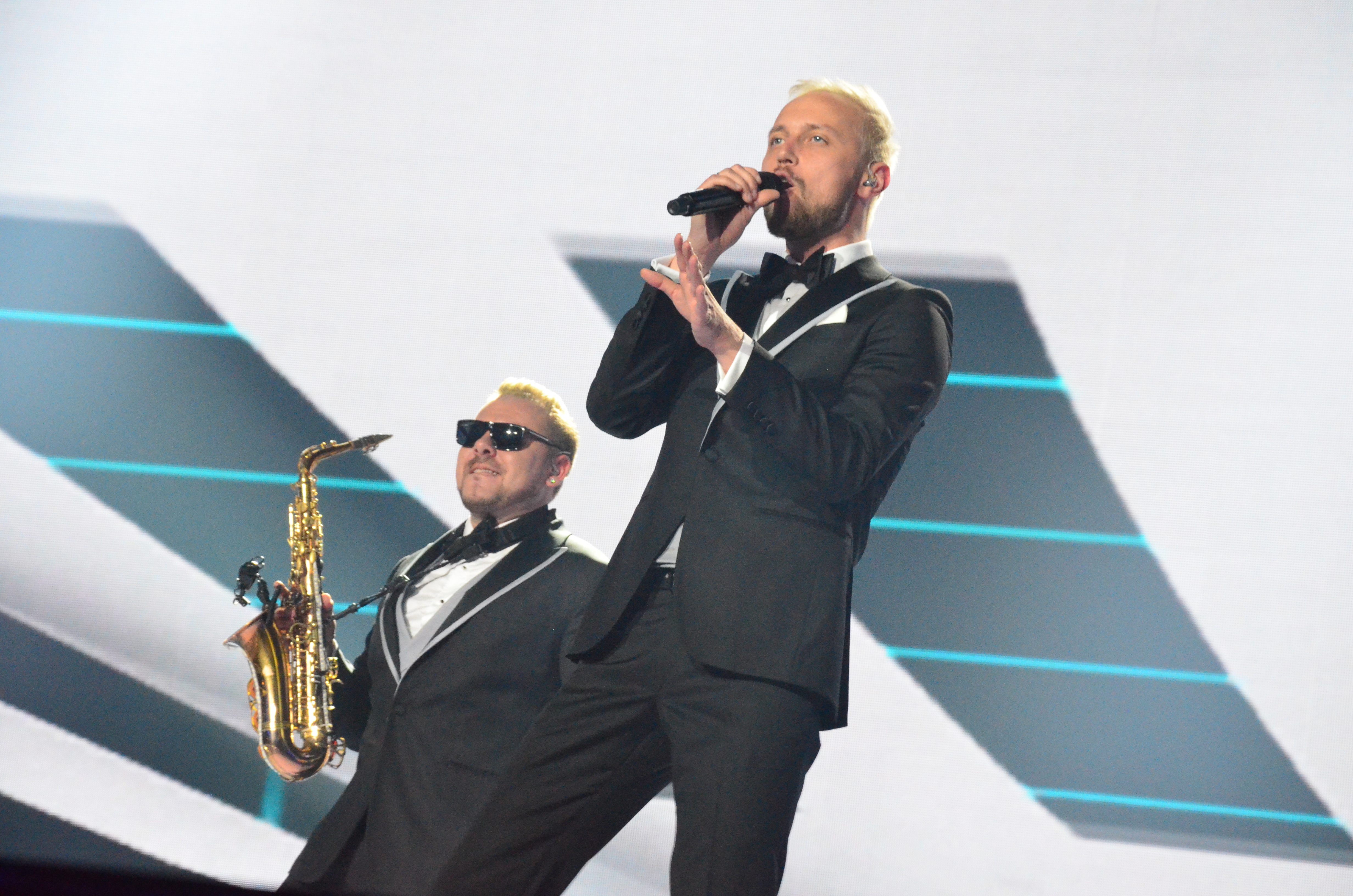
Moldavie au Concours Eurovision de la chanson (2017).

Depuis l'indépendance de 1991, les musiques occidentales pop, hip-hop ou rock ont conquis la jeunesse du pays. Flăcăi, Arsenie Todiraș, Alternosfera, Noroc et O-Zone sont des groupes pop majeurs de même que ceux de Vladimir Pogrebniuc, Natalia Barbu, Nelly Ciobanu, Sofia Rotaru, Roman Verzub, Zdob și Zdub, Radu Sîrbu, Dan Bălan et Gândul Mâței. Une chanson d'O-Zone, Dragostea din tei, a un succès international en 2004, mais est beaucoup reprise après adaptation par d'autres interprètes, voire détournée, notamment en France en 2007. Le groupe SunStroke Project et la chanteuse Olia Tira se font connaître lors de la 55e édition du Concours Eurovision de la chanson en 2010 avec leur chanson Run away. Celle-ci est l'objet d'un détournement sur la toile avec la diffusion d'un mème Internet sur l'instrumental du saxophoniste du groupe (Epic Sax guy).

## Instruments traditionnels
Les instruments à vent comprennent : bucium  (famille des buccins), caval, cimpoï (famille de la cornemuse), fluer (famille des fifres et flûtes), naï (proche de la flûte de Pan), oboi (famille du hautbois), surla , taragot (famille des clarinettes), et trişca. Les instruments à cordes comprennent : cobza (proche de l'oud, dans la famille des luths), lăuta, et ţambal (famille du cymbalum). Les percussions comprennent : dobă (grosse caisse), tobă (famille des tambours) et toacă (famille des simandres). La drîmba (famille des guimbardes) est également utilisée.